# 구화 (수나라)
구화(丘和, 552년 ~ 637년)는 수나라의 인물이다. 낙양 사람으로, 대업 말년에 교지태수(交趾太守)를 맡았다. 남쪽의 임읍은 상시 그에게 예물을 보냈고, 이로 인해 부랄왕자(富埒王者)라는 칭호를 얻었다. 수나라가 망하자 영남(嶺南)에서 할거한 소선(蕭銑)에 대항하였다. 이후 당나라에 귀부하였고, 교주총관(交州總管)에 임명되었다.